# Heideke von Erffa
Heideke von Erffa (auch: Heidenreich Erpitz, Erfa, Erpede; † 1327 begr. in Eisenach) war ein katholischer Erzbischof von Magdeburg.

## Leben
Heideke stammte, so die Auffassung von Historikern des 19. Jahrhunderts, aus dem uralten deutschen Geschlecht der Erffa, das in Thüringen seinen Ursprung hat. Der einstige Barfüßermönch war als Doktor des geistlichen Rechts und Magister der freien Künste erst Domscholastikus von Magdeburg, dann Dechant am Magdeburger Dom und wurde hier schließlich als betagter Mann kurz nach dem 25. Oktober 1325 von dem nach Haldensleben ausgewichenen Domkapitel zum Erzbischof von Magdeburg gewählt.
Um als Erzbischof vom Papst das Pallium und die Kommunion zu erhalten, begab sich Heideke Anfang 1326 auf eine Reise nach Avignon, wo er jedoch von thüringischen Adligen nahe Eisenach gefangen genommen und ein Jahr auf Schloss Brandenfels gefangen gehalten wurde. Nachdem er 1327 wieder freigelassen worden war, wollte er seine Reise nach Avignon fortsetzen, erkrankte aber in Eisenach, verstarb dort und wurde im Eisenacher Minoritenkloster begraben. Nach anderen Angaben soll er erst nach seinem Tod nach Eisenach gebracht worden sein.